# 你看起來很好吃
《你看起來很好吃》（日语：おまえうまそうだな）是由日本繪本作家宮西達也所創作的繪本。

## 劇情簡介
此為宮西達也以恐龍為題材、於2003年所發表的《霸王龍繪本系列》首部作品。
劇情描述一頭霸王龍某日在平地上發現一個剛破蛋而出的甲龍寶寶。該頭霸王龍看到後便想將甲龍寶寶一口吞下、並不禁脫口說出「你看起來很好吃」。但甲龍寶寶聽到霸王龍說出這句話時；誤以為對方是牠的父親、並將牠取名為「很好吃」，便親密地往霸王龍身上靠近。
看到甲龍寶寶如此反應的霸王龍不禁錯愕起來，便先將就地讓甲龍寶寶依靠在牠身旁，之後霸王龍則慢慢地對甲龍寶寶產生了奇妙的感情。

## 榮譽
- 2003年第13屆劍淵町繪本之里獎[1]
- 2003年第15屆日本低年級讀後感想繪圖競賽指定圖書[2]

## 改編作品
2010年動畫導演藤森雅也將《你看起來很好吃》改編成同名動畫電影於10月上映，而東京電視台同樣在10月期間將《霸王龍繪本系列》改編成於早晨播放的短篇電視動畫節目《宮西達也劇場 你看起來很好吃》；《你看起來很好吃》則被選為該節目系列的第一段劇情內容。
2015年6月6日，續前作再度改編同系列繪本而成的《你永遠是我的寶貝》於全日本上映。

## 外部連結
- POPLAR出版社的《你看起來很好吃》介紹網頁 （页面存档备份，存于）（日語）